# كارلو روبيا
كارلو روبيا (بالإيطالية: Carlo Rubbia)‏ هو عالم فيزياء إيطالي. حاز جائزة نوبل للفيزياء سنة 1984 بالمشاركة مع سيمون فان دير مير عن اكتشافهما بوزون W وبوزون Z.
ولد كارلوروبيا في 31 مارس 1934 في ضاحية فينيسيا - جيليا بإيطاليا. وأشرف على الأبحاث الجارية في مركز البحوث الأوروبي بالقرب من جينيف CERN والتي أدت إلى هذا الاكتشاف.

## روابط خارجية
- كارلو روبيا على موقع الموسوعة البريطانية (الإنجليزية)
- كارلو روبيا على موقع مونزينجر (الألمانية)
- كارلو روبيا على موقع إن إن دي بي (الإنجليزية)